# Contea di Uasin Gishu
La contea di Uasin Gishu (in swahili: Wilaya ya Uasin Gishu) è una contea (ex distretto) del Kenya situata nell'ex provincia della Rift Valley. Il capoluogo è Eldoret, centro amministrativo e commerciale; altre località sono Burnt Forest e Wareng.
Gode di un clima fresco e temperato e si trova sopra un altopiano.

## Storia
Nel 1903 l'area è stata proposta come terra patria degli ebrei secondo lo schema Uganda.
Nel 1908 cinquantotto famiglie di coloni di lingua afrikaans arrivarono all'altopiano di Uasin Gishu da Nakuru dopo un viaggio dal Sudafrica via terra e via mare. Furono seguite da altre sessanta nel 1911 e altre ancora dopo. La città di Eldoret fu stabilita al centro delle fattorie che questi coloni crearono. Vi risiede appunto una grande quantità di stranieri, da Inghilterra, Sudafrica, Scozia e Zimbabwe, che sono arrivati e hanno insediato aziende agricole.